# Volavérunt (film)
Pour plus de détails, voir Fiche technique et Distribution.
Volavérunt est un film espagnol réalisé par Bigas Luna, sorti en 1999.

## Synopsis
Le 23 juillet 1802, la duchesse d'Albe, la femme la plus riche et la plus libérée de son temps, offre un gala pour inaugurer son nouveau palais. Tout le gotha de l'époque se presse pour y participer : le Premier ministre Manuel Godoy, le peintre Goya et Pepita Tudó, la maîtresse de Godoy et le modèle de Goya pour son tableau le plus célèbre La Maja nue. Le lendemain matin, la duchesse d'Albe est retrouvée morte dans son lit. Elle avait quarante ans.

## Fiche technique
- Titre : Volavérunt
- Réalisation : Bigas Luna
- Scénario : Cuca Canals, Bigas Luna et Jean-Louis Benoît d'après le roman Volavérunt d'Antonio Larreta
- Musique : Alberto García Demestres
- Photographie : Paco Femenia
- Montage : Kenout Peltier
- Production : Stéphane Sorlat
- Société de production : Mate Producciones, M.D.A. Films, UGC, Televisión Española, Vía Digital et Canal+
- Pays de production :  Espagne et  France
- Genre : drame
- Durée : 90 minutes
- Dates de sortie : 
  - Espagne : 1er octobre 1999
  - France : 22 novembre 2000

## Distribution
- Aitana Sánchez-Gijón : la duchesse d'Albe
- Penélope Cruz : Pepita Tudó
- Jordi Mollà  : Manuel Godoy
- Jorge Perugorría : Francisco de Goya
- Stefania Sandrelli : Marie-Louise de Bourbon-Parme
- Olivier Achard : Grognard
- Jean-Marie Juan : Pignatelli
- Empar Ferrer : Catalina Barajas
- María Alonso : la comtesse Chinchón
- Zoe Berriatúa : le prince Fernando
- Ayanta Barilli : la duchesse d'Osuna

## Distinctions
Le film a reçu 4 nominations aux prix Goya : Meilleure photographie, Meilleurs décors, Meilleurs costumes, Meilleurs maquillage et coiffure.